# Rhytidoponera rufescens
Rhytidoponera rufescens é uma espécie de formiga do gênero Rhytidoponera.